# Mercedes-Benz W210
La Mercedes-Benz W210 è la seconda generazione della Mercedes-Benz Classe E, un'autovettura di fascia alta prodotta dalla casa automobilistica tedesca Mercedes-Benz dal 1995 al 2003.

## Storia e profilo

### Genesi
Ufficialmente, la W210 viene considerata come la seconda generazione della Classe E, poiché la sua antenata diretta, la W124, è stata anch'essa commercializzata con tale classificazione, sebbene solo negli ultimi tre dei suoi undici anni di mercato (la berlina fino al 1995 e la station wagon fino all'anno successivo).
Le prime avvisaglie della filosofia progettuale della serie W210 si ebbero già nel 1993, quando al Salone di Ginevra venne esposta una coupé su base W124 denominata 500CE, che pur condividendo la base meccanica con il modello precedente, sfoggiava già molti dei tratti stilistici che avrebbero poi caratterizzato la futura serie. In fase di progetto, infatti, lo stesso Bruno Sacco, responsabile del reparto design cui era affidato il compito di disegnare il nuovo corpo vettura, sottolineò l'importanza di dare una svolta alle impostazioni stilistiche del modello che avrebbe sostituito la W124, poiché si trattava di una vettura oramai un po' troppo anziana come linee generali, pur continuando a mietere successi commerciali a raffica.
Nelle intenzioni dei vertici Mercedes-Benz si era deciso inoltre di non creare una gamma così complessa ed articolata come quella della W124, ma di limitarsi alla classica berlina a tre volumi ed alla altrettanto tradizionale versione station wagon. Per le versioni coupé e cabriolet, invece, vi erano altri progetti in cantiere. In compenso, tra le varie possibilità prese in considerazione fin dall'inizio, vi era anche quella di arricchire la gamma con alcune versioni dotate di trazione integrale.

### Debutto commerciale
Il debutto commerciale si ha nel maggio del 1995, ma in Italia le esportazioni partono il mese successivo, a giugno. Inizialmente, la vettura viene commercializzata solo come berlina a tre volumi, mentre chi vuole la station wagon deve attendere ancora quasi un anno oppure ripiegare sulla giardinetta di origine W124, oramai quasi a fine carriera.
Scopo della W210 è migliorare ulteriormente i già lusighieri risultati commerciali ottenuti con la W124, prodotta in oltre 2.6 milioni di esemplari. Perciò, la vettura viene proposta in tre livelli di allestimento, un concetto già introdotto due anni prima con il lancio della W202. Questi tre livelli sono il Classic (di base), l'Elegance (più lussuoso e confortevole) e l'Avantgarde (d'impostazione leggermente più sportiva, ma ugualmente rifinita ed accessoriata). A richiesta era disponibile il pacchetto aerodinamico AMG.
La nuova generazione della Classe E costituisce un salto evolutivo notevole rispetto alla W124, poiché unisce svariate migliorie, sia nell'abitabilità interna che nella sicurezza e sia nella brillantezza dei suoi motori che nella loro efficienza.

#### Impostazione stilistica ed interni
La W210 propone un design di rottura con il precedente modello, e più in generale con l'intera gamma Mercedes. Inconfondibile è il frontale a quattro proiettori ellittici che tendono a sbordare leggermente al di sopra della linea del cofano, conferendo così una sensazione di morbidezza e sinuosità. Molto sobria la fiancata, sottolineata da un fascione in plastica nella zona inferiore. Slanciata ed altrettanto morbida la coda, che propone anch'essa nuovi gruppi ottici, di forma più arrotondata ed allungata. La ricerca di linee più morbide, voluta dall'équipe di Bruno Sacco, ha portato anche ad un sensibile miglioramento dell'aerodinamica, confermato da un Cx di appena 0.27, un valore da record per la categoria.
Linee più morbide anche nell'abitacolo, tipicamente Mercedes-Benz, ma del tutto ridisegnato. Alle forme squadrate del cruscotto e plancia della precedente W124 fanno da contraltare quelle assai più sinuose del nuovo modello, sempre caratterizzate dalla tipica austerità della marca, ma decisamente più moderne. La strumentazione è completa e precisa, basti pensare che il tachimetro entra in funzione già alla velocità di 1 km/h. Tra le altre caratteristiche interessanti, va ricordato il climatizzatore con ricircolo automatico che esclude il passaggio dell'aria esterna in caso di alto inquinamento da ossidi di carbonio e di azoto. Nel complesso, l'abitacolo è più arioso e luminoso: i passeggeri posteriori possono contare per esempio su 44 mm in più per le gambe. La massima spaziosità possibile è stato uno dei punti fermi in fase di progettazione e di fatto i tecnici della Casa tedesca sono riusciti a massimizzare tale concetto.

#### Struttura e tecnica

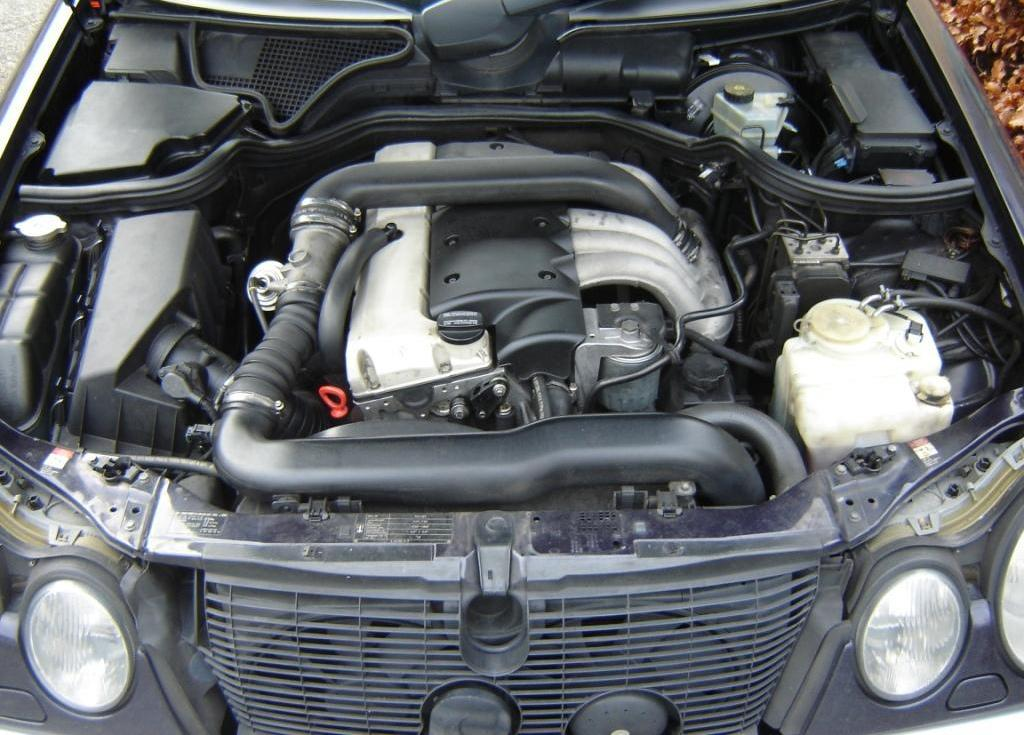
Il 5 cilindri 2.9 della E290 Turbodiesel

La scocca della W210 è profondamente più evoluta rispetto a quella della W124, poiché irrobustita con traverse di rinforzo in acciaio.
L'impostazione meccanica è ovviamente quella tradizionale della Casa, vale a dire con motore anteriore longitudinale e trazione posteriore. Il cambio è manuale a 5 marce su gran parte dei modelli, ma su quelli di livello intermedio e su quelli più lussuosi viene invece fornito di serie un cambio automatico che può essere a 4 o 5 rapporti a seconda del modello.
Novità anche per quanto riguarda le sospensioni, che propongono un nuovo avantreno a quadrilateri oscillanti ed un retrotreno multilink. A richiesta, le sospensioni possono divenire autoadattative (optional nelle versioni meno ricche e di serie nelle altre). L'impianto frenante è a quattro dischi, di cui quelli anteriori autoventilanti. Lo sterzo è invece di tipo più tradizionale, a cremagliera, in luogo di quello precedente a circolazione di sfere, tra l'altro anche più raffinato, ma più complesso da realizzare e più pesante come massa. Il servosterzo è comunque a controllo elettronico per ottimizzare lo sforzo sul volante a seconda delle situazioni.
Fin dal debutto i motori erano tutti a quattro valvole per cilindro con distribuzione bialbero. L'unico a mantenere la configurazione monoalbero era il 2.9 litri diesel sovralimentato della versione E290 Turbodiesel, motore comunque introdotto circa otto mesi dopo il lancio del modello ed in grado di garantire ottime percorrenze con un litro di gasolio. Tutti i modelli erano equipaggiati con dispositivo catalizzatore trivalente al rodio/palladio, già in grado di soddisfare la normativa Euro 2 che sarebbe entrata in vigore nel 1996.

#### Sicurezza
Scrupolosa è stata anche la ricerca dei tecnici Mercedes-Benz per quanto riguarda il fattore sicurezza. Le cinture di sicurezza possiedono un dispositivo pretensionatore in grado di allentare progressivamente la tensione sul torace immediatamente dopo l'urto, in modo tale da evitare lesioni sul torace stesso. La dotazione di sicurezza prevede il doppio airbag, ma a richiesta è possibile integrarli con gli airbag laterali. La dotazione di serie dei dispositivi di sicurezza continua con l'ABS ed il controllo di trazione ETS. Le versioni più ricche ed accessoriate prevedono anche l'ESP e l'antislittamento ASR. In più, va ricordato che le sospensioni anteriori sono montate su di un telaietto ausiliario che scivola sotto il motore in caso di urto frontale, così da salvaguardare l'incolumità delle gambe dei passeggeri anteriori. Ed ancora vanno ricordati i fari anteriori allo xeno con abbaglianti ed anabbaglianti sistemati sotto parabole differenti e lavafari di serie. Interessante anche il tergicristallo ad attivazione automatica, così come i poggiatesta posteriori a regolazione automatica.

### Evoluzione

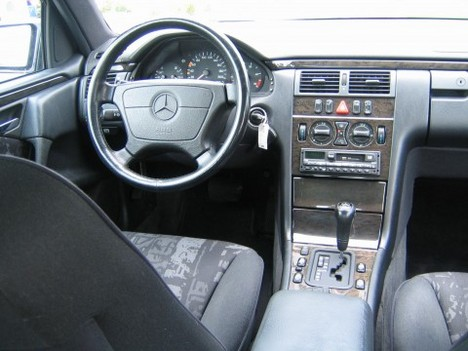
Il posto guida di una W210

Al suo debutto, la serie W210 venne proposta in tre motorizzazioni a benzina ed altrettante a gasolio. La gamma iniziale era quindi così composta:
- E200, con motore a benzina da 2 litri e 136 CV;
- E230, con motore a benzina da 2.3 litri e 150 CV;
- E320, con motore a benzina da 3.2 litri e 224 CV;
- E220 diesel, con motore diesel aspirato da 2.2 litri e 95 CV;
- E250 diesel, con motore diesel aspirato da 2.5 litri e 113 CV;
- E300 diesel, con motore diesel aspirato da 3 litri e 136 CV.

Si avevano perciò solo motori aspirati, compresi quelli a gasolio. Va detto, però, che il 2.5 litri aspirato da 113 CV è stato riservato solo ad alcuni mercati europei, tra cui quello italiano, ma non quello tedesco, e quindi non era presente nelle gamme previste per molti altri mercati.
Nel dicembre del 1995, la gamma viene completata dall'arrivo della E280, dotata di un motore da 2.8 litri e 193 CV che va ad occupare lo spazio vacante tra la E230 e la E320. Il mese successivo, sul fronte diesel, viene lanciata la già citata E290 Turbodiesel, prima turbodiesel della serie W210 ed unica W210 con motore monoalbero. Contemporaneamente vengono introdotti nella gamma due modelli di alto livello: la E420, dottata di un motore V8 da 4.2 litri e 279 CV, e la versione ad alte prestazioni, ossia la E50 AMG, sviluppata sulla base della E420 ed equipaggiata da un 5 litri V8 in grado di erogare 347 CV di potenza massima. Nello stesso anno viene introdotta anche la E60 AMG, dotata di un V8 da 6 litri da 381 CV, ricco di coppia motrice.
Nel maggio del 1996 viene lanciata la S210, ossia la versione station wagon della W210, mentre il mese seguente, solo per il mercato portoghese, viene introdotta la E200 Diesel con motore diesel aspirato da 2 litri in grado di erogare 88 CV. Da questa versione ne verrà derivata poi un'altra, ulteriormente depotenziata (75 CV) ed in grado di funzionare anche con carburante vegetale. Tale versione, destinata anch'essa al solo mercato portoghese, conoscerà un buon successo come taxi per le sue doti di parsimonia nei consumi.
Si arriva così al mese di marzo del 1997, quando le versioni E280 ed E320 ricevono due nuovi motori V6 a 3 valvole per cilindro della medesima cilindrata ed appartenenti alla famiglia M112. Queste due versioni vengono proposte anche in versione a trazione integrale, contraddistinta dalla sigla 4Matic. Sempre del 1996 sono le versioni blindate, proposte dalla Casa tedesca in due differenti livelli di blindatura, ottenuta con tecniche moderne e realizzata negli stabilimenti Mercedes-Benz.
Nel 1997 viene introdotta la E300 Turbodiesel che con i suoi 177 CV arriv a fregiarsi del titolo di diesel più potente al mondo in quell'anno. Nell'autunno dello stesso anno, debuttano i V8 a tre valvole per cilindro, con cilindrate di 4,3 e 5,4 litri, impiegati rispettivamente nella E430 e nella sportiva E55 AMG da 354 CV. Nello stesso periodo, la E230 viene affiancata dalla E240, anch'essa con motore a 3 valvole per cilindro, ed ancora, vengono introdotte per alcuni mercati la E200 Kompressor e la E250 Turbodiesel. La E200 Kompressor era caratterizzata dalla sovralimentazione mediante compressore volumetrico.
Nel 1998, la E230 esce di listino, mentre la E220 diesel viene sostituita dai modelli E200 CDI ed E220 CDI, entrambi dotati di propulsori turbodiesel con tecnologia common rail. Sempre nello stesso periodo, il V8 da 5,4 litri della E55 AMG viene montato anche nella versione station wagon.
Nello stesso anno viene avviata la produzione anche in India.

#### Restyling

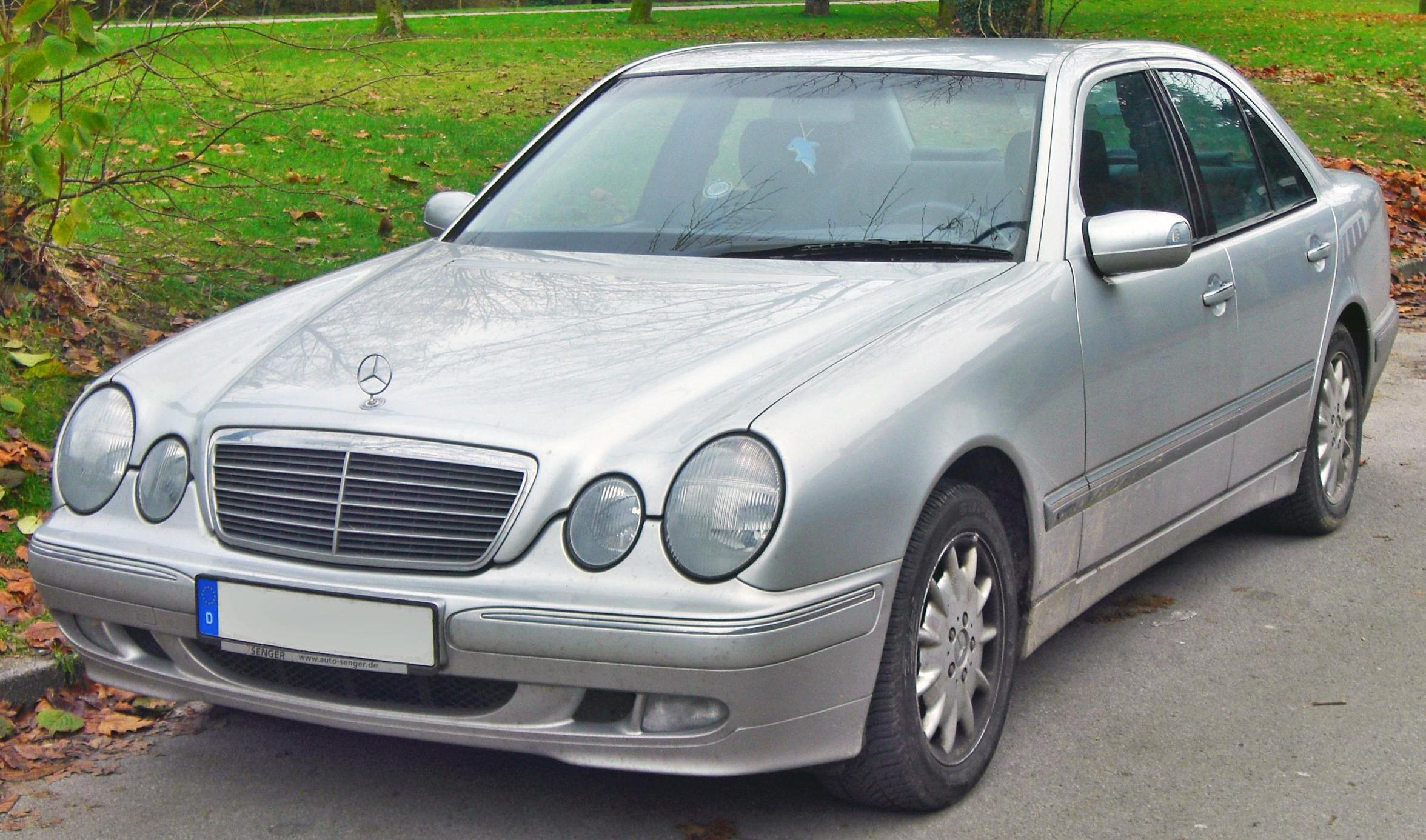
Il frontale di una W210 restyling

Nel luglio del 1999 arriva il restyling di mezza età anche per la W210: si tratta di un restyling non troppo marcato, ma che va ad interessare una gran quantità di componenti (ne sono state contate ben 1800!). Innanzitutto il frontale viene abbassato di circa 2 cm, rendendo leggermente più filante il muso, che oltretutto ha beneficiato di una rivisitazione stilistica ai paraurti, ora dal look più deciso. Nella vista laterale si notano le bandelle sottoporta e le maniglie in tinta con la carrozzeria. Nuovi anche i retrovisori laterali coi segnalatori di direzione integrati. Ridisegnati anche i gruppi ottici posteriori, che ora integrano anche delle plastiche bianche.
Internamente vengono proposti nuovi rivestimenti, mentre vengono migliorati gli equipaggiamenti, con l'ESP che diviene di serie assieme agli airbag laterali per la testa (o window-bag). Inoltre, viene montato un volante multifunzione analogo a quello della contemporanea Classe S, così come anche un ampio display multifunzione che va ad arricchire la strumentazione.
Dal punto di vista tecnico, esordiscono nuovi motori diesel common rail da 2.7 (E270 CDI) e 3.2 litri (E 320 CDI), mentre i già esistenti common rail da 2 (E 200 CDI) e 2.2 litri (E 220 CDI) vedono l'arrivo del turbocompressore a geometria variabile. Infine, la trazione integrale 4Matic viene montata anche nella E430, mentre nella E55 AMG la trazione integrale viene inserita nella lista optional.
Nel 2000, la E240 vedrà il suo motore passare da 2.4 a 2.6 litri, mantenendo però inalterata la potenza massima di 170 CV a favore di una migliore erogazione di coppia motrice. Nello stesso anno, la E200 Kompressor viene proposta anche per il mercato tedesco, ma in versione depotenziata: la potenza massima scende da 192 a 163 CV. Sono gli ultimi aggiornamenti significativi per la gamma W210. Nel 2002 la berlina W210 esce di produzione, sostituita dalla più moderna W211, terza generazione della Classe E. La versione station wagon le sopravviverà di un anno, per poi cedere il passo alla giardinetta S211.

#### La versione station wagon (S210)

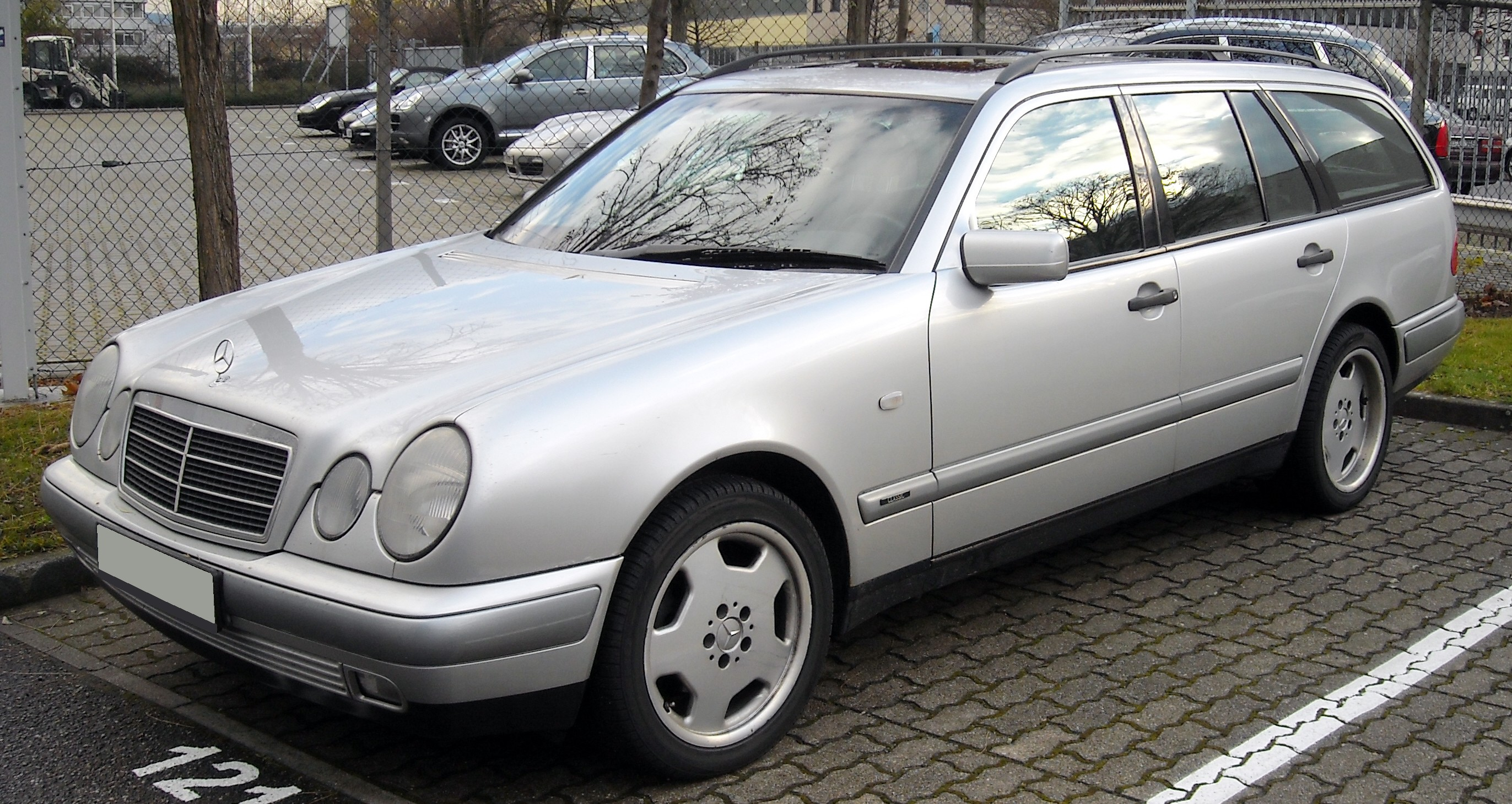
Una W210 station wagon, nota anche come S210

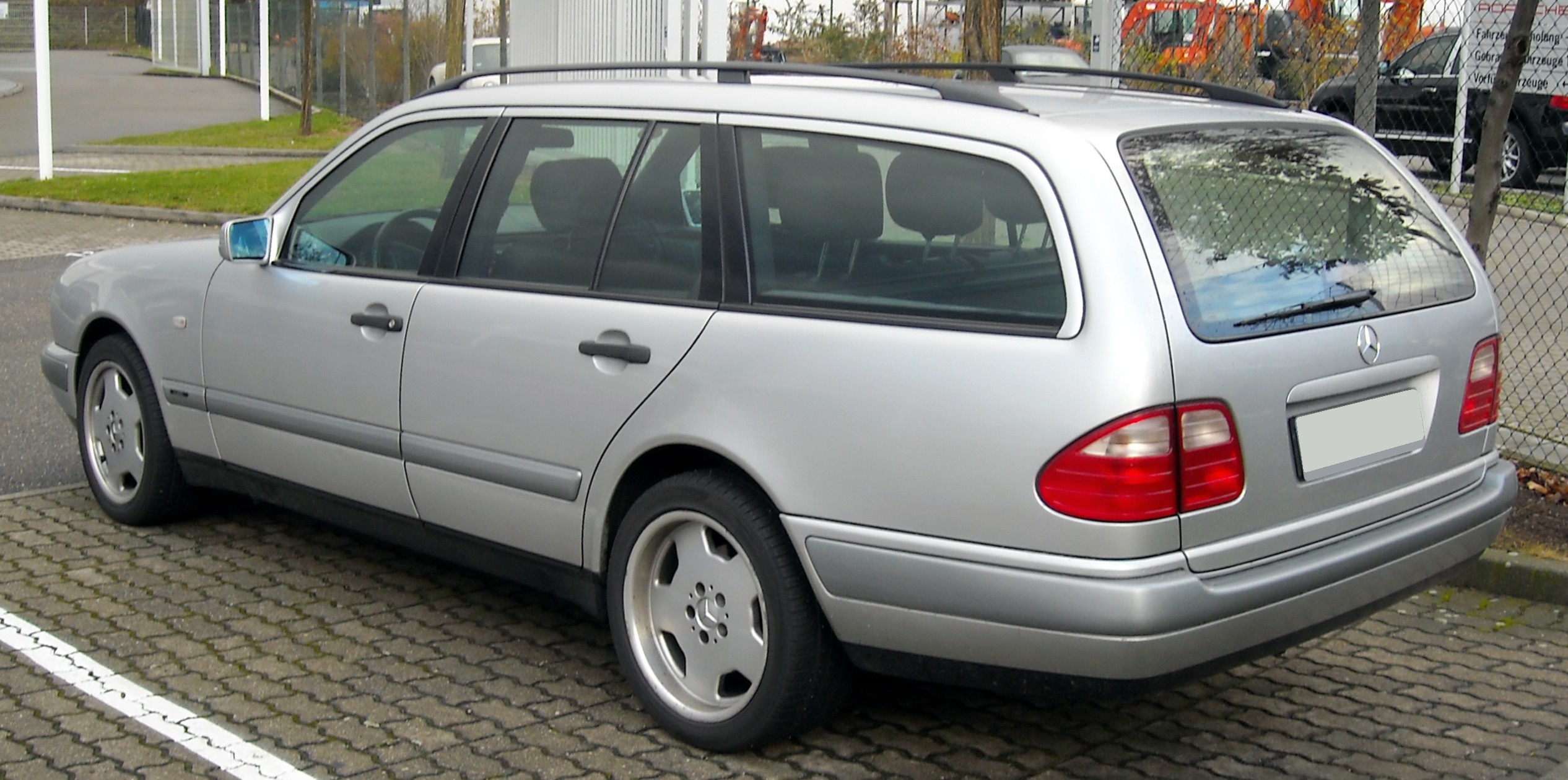
Vista posteriore di una S210

La versione station wagon della serie W210 esordisce nel maggio del 1996. L'aspetto di questa familiare è assai imponente, impressione che scaturisce dalla sagomatura della parte posteriore, disegnata e progettata per garantire un'ottimale capacità di carico. Nel complesso, la S210 risulta solo 2.5 cm più lunga della corrispondente versione berlina. Assieme all'apparente imponenza dovuta alla capiente zona posteriore, va notato però anche il lavoro dell'équipe di Bruno Sacco, che ha donato un certo slancio alla vista laterale grazie all'utilizzo di montanti neri che danno l'impressione di un'unica superficie vetrata e grazie anche all'andamento spiovente del tetto nella zona posteriore. 

L'abitacolo è assai luminoso grazie alle ampie superfici vetrate e la plancia e il cruscotto riprendono chiaramente quanto già presente nelle berline. L'ampio vano bagagli è rivestito in moquette ed il portellone che si apre e si chiude a filo con il paraurti consente di avere un piano di carico molto pratico. In configurazione standard, si hanno già a disposizione 603 litri di capienza, ma abbattendo completamente il divano posteriore, che tra l'altro è frazionabile, e rimuovendone i cuscini, si arriva ad poter disporre di ben 1.995 litri.

Meccanicamente, la S210 presenta degli aggiornamenti anche nella zona posteriore, dove sono presenti dei rinforzi al telaio ed apposite ritarature al retrotreno. Cambia inoltre anche la posizione del serbatoio del carburante.
La gamma motori della S210 riprende molte delle motorizzazioni presenti anche nella berlina, ma non tutte: per la familiare, infatti, non vennero previsti i modelli E280 e E320 a 6 cilindri in linea (ma erano previste le corrispondenti versioni con motore V6) e non erano previste la sportive E50 AMG ed E60 AMG. Tra le versioni diesel, non vennero previste le motorizzazioni aspirate da 2.2 e 3 litri, nonché il 2 litri turbodiesel common rail. Per il mercato portoghese, dove era prevista la berlina con motore diesel aspirato da 2 litri, non esisteva la corrispondente versione station wagon. Tutte le altre motorizzazioni hanno seguito grosso modo la stessa linea evolutiva delle corrispondenti motorizzazioni previste per la berlina. La differenza più significativa in questo senso sta nel fatto che la station wagon è sopravvissuta di un anno alla berlina, uscendo così di produzione nel marzo del 2003.

#### Le versioni 4Matic

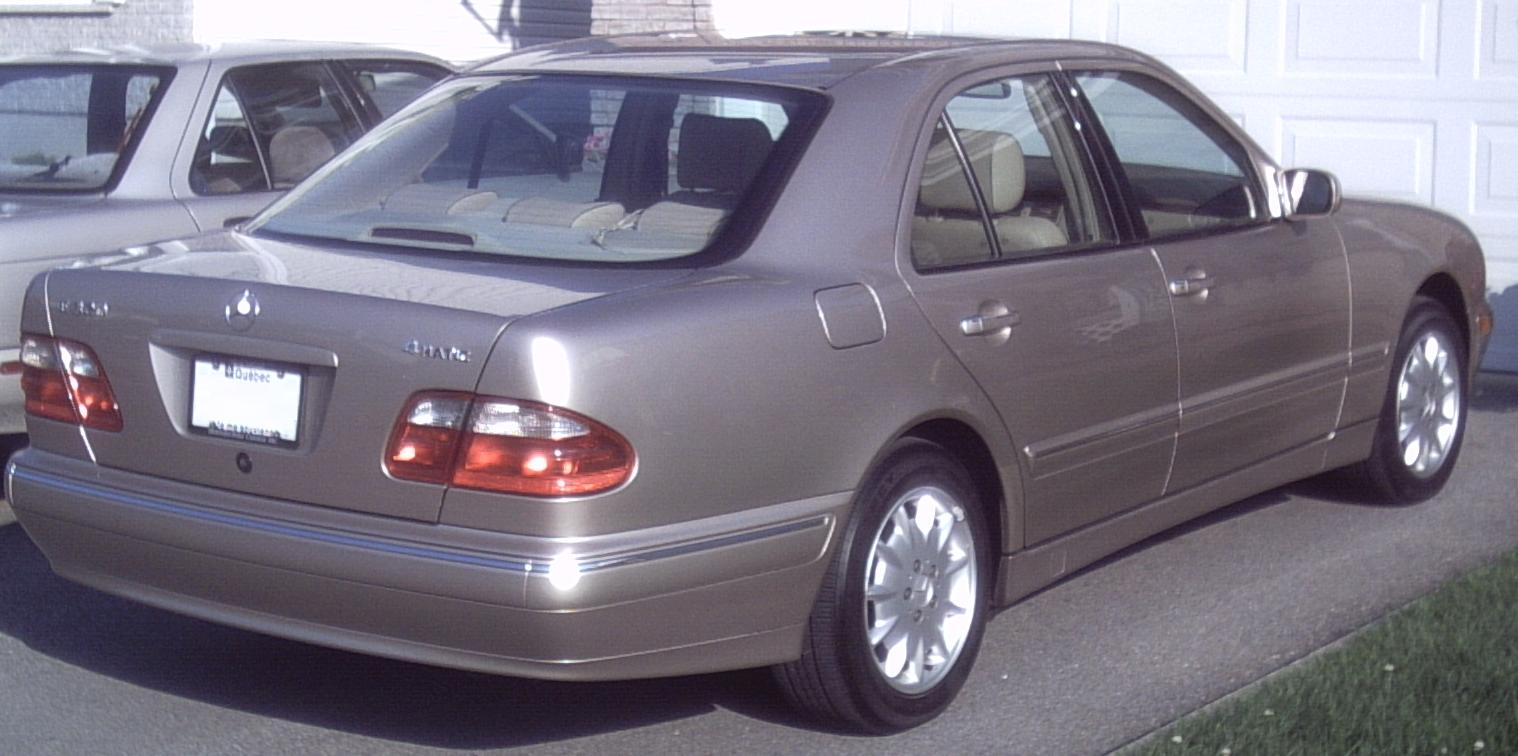
Una E320 4Matic W210

Le W210 a trazione integrale, denominate 4Matic, vengono introdotte nella primavera del 1996, con l'arrivo delle E280 ed E320 con motori V6. Tali versioni sono previste solo per le vetture con guida a sinistra e sono prodotte in collaborazione con la Steyr-Daimler-Puch, che ne cura tra l'altro anche l'assemblaggio completo e che dal 2001 cambierà ragione sociale in Magna-Steyr, e sono equipaggiate con un cambio automatico a 5 rapporti. Com'è facile intuire, i motori inizialmente abbinati alla trazione integrale 4 Matic sono il 2.8 ed il 3.2 M112, ma in seguito sarebbero state lanciate anche la E430 4Matic e la E55 AMG 4Matic.
Le W210 4Matic utilizzano un tipo di trazione integrale che è l'evoluzione di quella già utilizzata per alcuni modelli della serie W124. Nella nuova serie, la trazione integrale è permanente e non utilizza più i consueti differenziali disinseribili. Il controllo di trazione ha luogo mediante un sistema elettronico denominato ETS, che integra anche il dispositivo ABS e che frena o toglie pressione al freno di una ruota a seconda che questa tenda a bloccarsi o meno.

#### Le versioni Guard
Queste sono le già accennate versioni blindate, corazzate in modo da resistere ad armi da fuoco e quindi molto più pesanti. Introdotte nel 1997, sono state previste solo in configurazione berlina e solo sulla base di due modelli, la E320 V6 e la E430. Quest'ultima, denominata E430 Guard, era disponibile in due livelli di blindatura, siglati rispettivamente B4 e B6, mentre la E320 V6 Guard poteva contare "solo" sul livello B4, quello meno robusto.
Meccanicamente non vi sono aggiornamenti di nota, tranne i necessari rinforzi telaistici per sopportare una massa di gran lunga superiore. Infatti, mentre una normale E320 V6 pesava a vuoto tra i 1.505 ed i 1.555 kg, la corrispondente versione Guard raggiungeva ben 2.155 kg, che diventavano addirittura 2.205 nella E430 (contro i 1.605 della versione del 1999), indipendentemente dal livello di blindatura con cui quest'ultima veniva equipaggiata.
Per questi motivi, le prestazioni erano decisamente inferiori: per tutte le Guard, la velocità massima era di 210 km/h, mentre l'accelerazione da 0 a 100 km/h scendeva a 10" per la E320 V6 (contro i 7"7 della normale E320 V6 prodotta dal 1997 al 1999) e a 8"5 per le due versioni su base E430 (che nella versione non blindata sono 6"6).
Ovviamente i prezzi di listino erano molto più alti: la E320 V6 Guard era venduta alla fine del 1999 ad un prezzo di ben 203.002.000 lire (pari a 104.888 Euro attuali), mentre la E430 Guard B4 arrivava a 221.792.000 lire (114.546 Euro) e la E430 Guard B6 raggiungeva addirittura un prezzo di 382.892.000 lire (197.747 Euro).

## Riepilogo caratteristiche
Di seguito vengono mostrate le caratteristiche delle versioni previste per la serie W210 della Classe E. I prezzi riportati si riferiscono al livello di allestimento meno costoso, quello di base. Le versioni dalla E420 in su hanno un unico livello di allestimento.
| Mercedes-Benz W210 (1995-02)                                                                                      |              |                                 |                |                                                          |                |                |                    |                    |              |                     |                    |                    |                                      |
| Modello | Sigla telaio | Motore                          | Cilindrata cm³ | Alimentazione                                            | Potenza CV/rpm | Coppia Nm/rpm  | Cambio/ N°rapporti | Massa a vuoto (kg) | Velocità max | Acceler. 0–100 km/h | Consumo (l/100 km) | Anni di produzione | Prezzo al debutto in milioni di lire |
| Versioni a benzina                                                                                                |              |                                 |                |                                                          |                |                |                    |                    |              |                     |                    |                    |                                      |
| E200 | 210.035      | M111E20 (111.942HFM)            | 1998           | Iniezione elettronica                                    | 136/5500       | 190/4000       | M/5                | 1.365              | 205          | 11"4                | 9.1                | 05/95-05/96        | 62.6                                 |
| E200 | 210.035      | M111E20 (111.942HFM)            | 1998           | Iniezione elettronica                                    | 136/5500       | 190/ 3700-4500 | M/5                | 1.365              | 205          | 11"4                | 9.1                | 06/96-07/99        | 65.55                                |
| E200 | 210.035      | M111E20 (111.942HFM)            | 1998           | Iniezione elettronica                                    | 136/5500       | 190/ 3700-4500 | M/6                | 1.435              | 209          | 10"8                | 9.3                | 07/99-06/2000      | 66.69                                |
| E200 Kompressor1                                                                                                  | 210.045      | M111E20ML (111.947ME)           | 1998           | Iniezione elettronica + Compressore volumetrico          | 186/5300       | 260/ 2500-4800 | M/5                | 1.440              | 231          | 8"9                 | 9.9                | 08/97-07/99        | 70.5                                 |
| E200 Kompressor1                                                                                                  | 210.045      | M111E20ML (111.947ME)           | 1998           | Iniezione elettronica + Compressore volumetrico          | 186/5300       | 260/ 2500-4800 | M/6                | 1.485              | 231          | 8"9                 | 9.9                | 07/99-06/2000      | 70.64                                |
| E200 Kompressor EVO                                                                                               | 210.048      | M111E20EVO ML (111.957)         | 1998           | Iniezione elettronica + Compressore volumetrico          | 163/5300       | 230/ 2500-4800 | M/6                | 1.465              | 222          | 9"7                 | 9.1                | 05/2000-03/2002    | 68.95                                |
| E230 | 210.037      | M111E23 (111.970HFM)            | 2295           | Iniezione elettronica                                    | 150/5400       | 220/ 3700-4500 | M/5                | 1.380              | 215          | 10"5                | 8.3                | 05/95-06/98        | 70.1                                 |
| E240 V6 | 210.061      | M112E24 (112.911ME)             | 2398           | Iniezione elettronica                                    | 170/5900       | 225/ 3000-5000 | M/5                | 1.425              | 223          | 9"6                 | 10.3               | 08/97-07/99        | 76.15                                |
| E240 V6 | 210.061      | M112E24 (112.911ME)             | 2398           | Iniezione elettronica                                    | 170/5900       | 225/ 3000-5000 | M/6                | 1.440              | 223          | 9"6                 | 10.3               | 07/99-05/2000      | 76.15                                |
| E240 V6 | 210.062      | M112E26 (112.914)               | 2597           | Iniezione elettronica                                    | 170/5500       | 240/4500       | M/6                | 1.515              | 229          | 9"3                 | 11.3               | 05/2000-03/2002    | 73.6                                 |
| E280 | 210.053      | M104E28 (104.945HFM)            | 2799           | Iniezione elettronica                                    | 193/5500       | 270/3750       | M/5                | 1.495              | 230          | 9"1                 | 10.4               | 12/95-03/97        | 82                                   |
| E280 V6 | 210.063      | M112E28 (112.921ME)             | 2799           | Iniezione elettronica                                    | 204/5700       | 270/ 3000-5000 | M/5                | 1.465              | 234          | 8"5                 | 10.5               | 03/97-07/99        | 82.68                                |
| E280 V6 | 210.063      | M112E28 (112.921ME)             | 2799           | Iniezione elettronica                                    | 204/5700       | 270/ 3000-5000 | M/6                | 1.535              | 230          | 8"9                 | 10.8               | 07/99-03/02        | 79.09                                |
| E280 V6 4Matic | 210.081      | M112E28 (112.921ME)             | 2799           | Iniezione elettronica                                    | 204/5700       | 270/ 3000-5000 | A/5                | 1.575              | 226          | 9"1                 | 11                 | 02/97-07/99        | 94.93                                |
| E280 V6 4Matic | 210.081      | M112E28 (112.921ME)             | 2799           | Iniezione elettronica                                    | 204/5700       | 270/ 3000-5000 | A/5                | 1.645              | 223          | 9"4                 | 11.5               | 07/99-03/02        | 91.99                                |
| E320 | 210.055      | M104E32 (104.995)               | 3199           | Iniezione elettronica                                    | 220/5500       | 315/3850       | A/4                | 1.525              | 235          | 7"8                 | 10.4               | 05/95-06/97        | 91.4                                 |
| E320 V6 | 210.065      | M112E32 (112.941ME)             | 3199           | Iniezione elettronica                                    | 224/5600       | 315/ 3000-4800 | A/5                | 1.505              | 238          | 7"7                 | 10.3               | 02/97-07/99        | 96.13                                |
| E320 V6 | 210.065      | M112E32 (112.941ME)             | 3199           | Iniezione elettronica                                    | 224/5600       | 315/ 3000-4800 | A/5                | 1.555              | 238          | 7"9                 | 10.3               | 07/99-03/02        | 91.19                                |
| E320 V6 4Matic | 210.082      | M112E32 (112.941ME)             | 3199           | Iniezione elettronica                                    | 224/5600       | 315/ 3000-4800 | A/5                | 1.595              | 234          | 8"                  | 11.1               | 06/97-07/99        | 101.93                               |
| E320 V6 4Matic | 210.082      | M112E32 (112.941ME)             | 3199           | Iniezione elettronica                                    | 224/5600       | 315/ 3000-4800 | A/5                | 1.645              | 234          | 8"3                 | 11.4               | 07/99-03/02        | 97.79                                |
| E420 | 210.072      | M119E42 (119.980)               | 4196           | Iniezione elettronica                                    | 279/5700       | 400/3900       | A/5                | 1.615              | 250          | 7"1                 | 10.6               | 02/96-02/98        | 124.9                                |
| E430 | 210.070      | M113E43 (113.940ME)             | 4266           | Iniezione elettronica                                    | 279/5750       | 400/ 3000-4000 | A/5                | 1.575              | 250          | 6"6                 | 11.2               | 08/97-07/99        | 129.09                               |
| E430 | 210.070      | M113E43 (113.940ME)             | 4266           | Iniezione elettronica                                    | 279/5750       | 400/ 3000-4000 | A/5                | 1.605              | 250          | 6"6                 | 11.4               | 07/99-03/02        | 118.04                               |
| E430 4Matic | 210.083      | M113E43 (113.940ME)             | 4266           | Iniezione elettronica                                    | 279/5750       | 400/ 3000-4000 | A/5                | 1.695              | 250          | 6"8                 | 12.3               | 07/99-03/02        | 124.89                               |
| E50 AMG | 210.072      | M119E50AMG                      | 4973           | Iniezione elettronica                                    | 347/5750       | 480/ 3750-4250 | A/5                | 1.675              | 250          | 6"2                 | 11.6               | 01/96-08/97        | 181.2                                |
| E55 AMG | 210.074      | M113E55 (113.980ME)             | 5439           | Iniezione elettronica                                    | 354/5500       | 530/3000       | A/5                | 1.635              | 250          | 5"7                 | 12.1               | 10/97-03/02        | 187.07                               |
| E60 AMG | 210.083      | M119E60                         | 5956           | Iniezione elettronica                                    | 381/5500       | 580/3750       | A/5                | -                  | 250          | -                   | -                  | 1996-98            | -                                    |
| Versioni diesel                                                                                                   |              |                                 |                |                                                          |                |                |                    |                    |              |                     |                    |                    |                                      |
| E200 Diesel2 | 210.003      | OM604D20 (604.917)              | 1997           | Diesel aspirato con pre-camera e pompa rotativa          | 88/5000        | 135/ 2000-4650 | M/5                | 1.375              | 177          | 17"6                | 7.6                | 06/96-07/98        | -                                    |
| E200 CDI | 210.007      | OM611DE22LA red. (611.961 red.) | 2151           | Turbodiesel iniez. diretta common rail                   | 102/4200       | 235/ 1500-2600 | M/5                | 1.465              | 187          | 13"7                | 6.3                | 06/98-07/99        | 62.95                                |
| E200 CDI | 210.007      | OM611DE22LA red. (611.961 red.) | 2148           | Turbodiesel iniez. diretta common rail                   | 116/4200       | 250/ 1400-2600 | M/6                | 1.515              | 199          | 12"5                | 6.2                | 07/99-03/02        | 65.39                                |
| E220 Diesel | 210.004      | OM604D22 (604.912EVE)           | 2155           | Diesel aspirato con pre-camera e pompa rotativa          | 95/5000        | 150/3100       | M/5                | 1.385              | 180          | 17"                 | 6.6                | 05/95-07/99        | 58.65                                |
| E220 CDI | 210.006      | OM611DE22LA (611.961)           | 2151           | Turbodiesel Iniez. diretta common rail                   | 125/4200       | 300/ 1800-2600 | M/5                | 1.465              | 200          | 11"2                | 6.3                | 06/98-07/99        | 67.05                                |
| E220 CDI | 210.006      | OM611DE22LA (611.961)           | 2148           | Turbodiesel Iniez. diretta common rail                   | 143/4200       | 315/ 1800-2600 | M/6                | 1.515              | 213          | 10"4                | 6.2                | 07/99-03/02        | 69.42                                |
| E250 Diesel3 | 210.010      | OM605D25 (605.912ERE)           | 2497           | Diesel aspirato con pre-camera e pompa in linea          | 113/5000       | 170/3200       | M/5                | 1.435              | 193          | 15"3                | 7                  | 06/95-07/99        | 62.6                                 |
| E250 Turbodiesel                                                                                                  | 210.015      | OM605D25LA (605.962ERE)         | 2497           | Diesel con pre-camera, pompa in linea e turbocompressore | 150/4400       | 280/ 1800-3600 | M/5                | 1.485              | 206          | 10"4                | 8                  | 06/96-07/99        | 71.71                                |
| E270 CDI | 210.016      | OM647DE27LA (612.961)           | 2685           | Turbodiesel Iniez. diretta common rail                   | 170/4200       | 370/ 1600-2800 | M/6                | 1.575              | 225          | 9”                  | 6.9                | 07/99-03/02        | 73.24                                |
| E290 Turbodiesel                                                                                                  | 210.017      | OM602DE29LA (602.982EVE)        | 2874           | Turbodiesel Iniez.diretta pompa rotativa                 | 129/4000       | 300/1800       | M/5                | 1.475              | 195          | 11” 5               | 6.8                | 03/96-06/99        | -                                    |
| E300 Diesel | 210.020      | OM606D30 (606.912ERE)           | 2996           | Diesel aspirato con pre-camera e pompa in linea          | 136/5000       | 210/2200       | M/5                | 1.485              | 205          | 12” 9               | 7.4                | 05/95-03/97        | 68.25                                |
| E300 Turbodiesel                                                                                                  | 210.025      | OM606D30LA (606.912ERE)         | 2996           | Turbodiesel con pre-camera e pompa in linea              | 177/4400       | 330/ 1600-3600 | A/5                | 1.560              | 220          | 8"9                 | 7.9                | 04/97-07/99        | 77.6                                 |
| E320 CDI | 210.026      | OM613DE32LA (613.961)           | 3222           | Turbodiesel Iniez. diretta common rail                   | 197/4200       | 470/ 1800-2600 | A/5                | 1.605              | 230          | 8” 3                | 7.8                | 08/99-03/02        | 82.54                                |
| 1 3Solo per: Grecia, Italia, Portogallo, Turchia, Bulgaria, Croazia, Macedonia e Ungheria 2Solo per il Portogallo |              |                                 |                |                                                          |                |                |                    |                    |              |                     |                    |                    |                                      |

| Mercedes-Benz S210 (1996-03)                                                              |              |                          |                |                                                          |                |                |                    |                    |              |                     |                    |                    |                                      |
| Modello                                                                                   | Sigla telaio | Motore                   | Cilindrata cm³ | Alimentazione                                            | Potenza CV/rpm | Coppia Nm/rpm  | Cambio/ N°rapporti | Massa a vuoto (kg) | Velocità max | Acceler. 0–100 km/h | Consumo (l/100 km) | Anni di produzione | Prezzo al debutto in milioni di lire |
| Versioni a benzina                                                                        |              |                          |                |                                                          |                |                |                    |                    |              |                     |                    |                    |                                      |
| E200 SW                                                                                   | 210.235      | M111E20 (111.942HFM)     | 1998           | Iniezione elettronica                                    | 136/5500       | 190/ 3700-4500 | M/5                | 1.485              | 198          | 12"2                | 9.4                | 06/96-07/99        | 70.45                                |
| E200 SW                                                                                   | 210.235      | M111E20 (111.942HFM)     | 1998           | Iniezione elettronica                                    | 136/5500       | 190/ 3700-4500 | M/6                | 1.535              | 198          | 11"                 | 9.6                | 07/99-06/2000      | 74.04                                |
| E200 SW Kompressor1                                                                       | 210.245      | M111E20ML (111.947ME)    | 1998           | Iniezione elettronica + Compressore volumetrico          | 186/5300       | 260/ 2500-4800 | M/5                | 1.545              | 225          | 9"1                 | 10                 | 08/97-07/99        | 73.54                                |
| E200 SW Kompressor1                                                                       | 210.245      | M111E20ML (111.947ME)    | 1998           | Iniezione elettronica + Compressore volumetrico          | 186/5300       | 260/ 2500-4800 | M/6                | 1.545              | 225          | 9"1                 | 10                 | 07/99-06/2000      | 77.99                                |
| E200 SW Kompressor EVO                                                                    | 210.248      | M111E20EVO ML (111.957)  | 1998           | Iniezione elettronica + Compressore volumetrico          | 163/5300       | 230/ 2500-4800 | M/6                | 1.565              | 212          | 10"1                | 9.6                | 05/2000-03/2003    | 74                                   |
| E230 SW                                                                                   | 210.237      | M111E23 (111.970HFM)     | 2295           | Iniezione elettronica                                    | 150/5400       | 220/ 3700-4500 | M/5                | 1.495              | 205          | 11"2                | 9.5                | 04/96-01/98        | 78.25                                |
| E240 SW                                                                                   | 210.261      | M112E24 (112.911ME)      | 2398           | Iniezione elettronica                                    | 170/5900       | 225/ 3000-5000 | M/5                | 1.515              | 216          | 10"5                | 10.7               | 08/97-07/99        | 81.19                                |
| E240 SW                                                                                   | 210.261      | M112E24 (112.911ME)      | 2398           | Iniezione elettronica                                    | 170/5900       | 225/ 3000-5000 | M/6                | 1.540              | 215          | 10"7                | 11.2               | 07/99-05/2000      | 77.99                                |
| E240 SW                                                                                   | 210.262      | M112E26 (112.914)        | 2597           | Iniezione elettronica                                    | 170/5500       | 240/4500       | M/6                | 1.605              | 219          | 9"5                 | 11.8               | 05/2000-03/2002    | 78.65                                |
| E280 V6 SW                                                                                | 210.263      | M112E28 (112.921ME)      | 2799           | Iniezione elettronica                                    | 204/5700       | 270/ 3000-5000 | M/6                | 1.625              | 223          | 9"2                 | 11.5               | 07/99-03/03        | 84.14                                |
| E280 V6 SW 4Matic                                                                         | 210.281      | M112E28 (112.921ME)      | 2799           | Iniezione elettronica                                    | 204/5700       | 270/ 3000-5000 | A/5                | 1.665              | 217          | 10"2                | 11.2               | 02/97-07/99        | 100.75                               |
| E280 V6 SW 4Matic                                                                         | 210.281      | M112E28 (112.921ME)      | 2799           | Iniezione elettronica                                    | 204/5700       | 270/ 3000-5000 | A/5                | 1.735              | 217          | 10"2                | 11.5               | 07/99-03/03        | 97.04                                |
| E320 V6 SW                                                                                | 210.265      | M112E32 (112.941ME)      | 3199           | Iniezione elettronica                                    | 224/5600       | 315/ 3000-4800 | A/5                | 1.595              | 230          | 8"5                 | 10.6               | 02/97-07/99        | 101.96                               |
| E320 V6 SW                                                                                | 210.265      | M112E32 (112.941ME)      | 3199           | Iniezione elettronica                                    | 224/5600       | 315/ 3000-4800 | A/5                | 1.645              | 230          | 8"7                 | 10.8               | 07/99-03/03        | 96.24                                |
| E320 V6 SW 4Matic                                                                         | 210.282      | M112E32 (112.941ME)      | 3199           | Iniezione elettronica                                    | 224/5600       | 315/ 3000-4800 | A/5                | 1.685              | 225          | 8"8                 | 11.3               | 06/97-07/99        | 107.81                               |
| E320 V6 SW 4Matic                                                                         | 210.282      | M112E32 (112.941ME)      | 3199           | Iniezione elettronica                                    | 224/5600       | 315/ 3000-4800 | A/5                | 1.735              | 225          | 9"2                 | 11.8               | 07/99-03/03        | 102.84                               |
| E420 SW                                                                                   | 210.272      | M119E42 (119.980)        | 4196           | Iniezione elettronica                                    | 279/5700       | 400/3900       | A/5                | 1.665              | 243          | 7"2                 | 13.6               | 04/96-09/97        | 129.8                                |
| E430 SW                                                                                   | 210.270      | M113E43 (113.940ME)      | 4266           | Iniezione elettronica                                    | 279/5750       | 400/ 3000-4000 | A/5                | 1.655              | 250          | 6"9                 | 11.4               | 08/97-07/99        | 134.13                               |
| E430 SW                                                                                   | 210.270      | M113E43 (113.940ME)      | 4266           | Iniezione elettronica                                    | 279/5750       | 400/ 3000-4000 | A/5                | 1.695              | 250          | 6"9                 | 11.7               | 07/99-03/03        | 123.09                               |
| E430 SW 4Matic                                                                            | 210.283      | M113E43 (113.940ME)      | 4266           | Iniezione elettronica                                    | 279/5750       | 400/ 3000-4000 | A/5                | 1.695              | 243          | 7"2                 | 12.7               | 08/99-03/03        | 129.94                               |
| E55 AMG SW                                                                                | 210.274      | M113E55 (113.980ME)      | 5439           | Iniezione elettronica                                    | 354/5500       | 530/3000       | A/5                | 1.735              | 250          | 5"9                 | 12.6               | 10/97-03/03        | 192.11                               |
| Versioni diesel                                                                           |              |                          |                |                                                          |                |                |                    |                    |              |                     |                    |                    |                                      |
| E220 CDI SW                                                                               | 210.206      | OM611DE22LA (611.961)    | 2151           | Turbodiesel Iniez. diretta common rail                   | 125/4200       | 300/ 1800-2600 | M/5                | 1.575              | 198          | 11"7                | 6.7                | 06/98-07/99        | 72.09                                |
| E220 CDI SW                                                                               | 210.206      | OM611DE22LA (611.961)    | 2148           | Turbodiesel Iniez. diretta common rail                   | 143/4200       | 315/ 1800-2600 | M/6                | 1.615              | 205          | 10"9                | 6.8                | 07/99-03/03        | 74.29                                |
| E250 Diesel SW2                                                                           | 210.210      | OM605D25 (605.912ERE)    | 2497           | Diesel aspirato con pre-camera e pompa in linea          | 113/5000       | 170/3200       | M/5                | 1.555              | 185          | 16"2                | 8.6                | 05/96-06/99        | 73.12                                |
| E250 Turbodiesel SW                                                                       | 210.215      | OM605D25LA (605.962ERE)  | 2497           | Diesel con pre-camera, pompa in linea e turbocompressore | 150/4400       | 280/ 1800-3600 | M/5                | 1.605              | 203          | 11"3                | 8.3                | 06/96-07/99        | 76.75                                |
| E270 CDI SW                                                                               | 210.216      | OM647DE27LA (612.961)    | 2685           | Turbodiesel Iniez. diretta common rail                   | 170/4200       | 370/ 1600-2800 | M/6                | 1.675              | 215          | 9"5                 | 7.1                | 07/99-03/03        | 78.29                                |
| E290 Turbodiesel SW                                                                       | 210.217      | OM602DE29LA (602.982EVE) | 2874           | Turbodiesel Iniez.diretta pompa rotativa                 | 129/4000       | 300/1800       | M/5                | 1.575              | 190          | 12"2                | 7.2                | 03/96-06/99        | -                                    |
| E300 Turbodiesel SW                                                                       | 210.225      | OM606D30LA (606.912ERE)  | 2996           | Turbodiesel con pre-camera e pompa in linea              | 177/4400       | 330/ 1600-3600 | A/5                | 1.655              | 215          | 9"4                 | 8.6                | 04/97-07/99        | 82.64                                |
| E320 CDI SW                                                                               | 210.226      | OM613DE32LA (613.961)    | 3226           | Turbodiesel Iniez. diretta common rail                   | 197/4200       | 470/ 1800-2600 | A/5                | 1.705              | 227          | 8” 8                | 7.9                | 08/99-03/03        | 87.59                                |
| 1 2Solo per: Grecia, Italia, Portogallo, Turchia, Bulgaria, Croazia, Macedonia e Ungheria |              |                          |                |                                                          |                |                |                    |                    |              |                     |                    |                    |                                      |